# Linia kolejowa Pawłowsk – Nowolisino
Linia kolejowa Pawłowsk – Nowolisino – linia kolejowa w Rosji łącząca stację Pawłowsk ze stacją Nowolisino.
Linia położona jest w Petersburgu i w obwodzie leningradzkim. Na całej długości jest zelektryfikowana i jednotorowa. Stacja Nowolisino zarządzana jest przez region petersburski, a pozostały odcinek przez region petersbursko-witebski Kolei Październikowej (część Kolei Rosyjskich). 

## Historia
Potrzebę budowy nowej linii spowodował wybuch I wojny światowej. Ministerstwo Kolei 4 września?/17 września 1915 zleciło wybudowano linii kolejowej Piotrogród – Orzeł Towarzystwu Kolei Moskiewsko-Windawsko-Rybińskiej. Jej północna część miała rozpoczynać się w Pawłowsku i biec przez Nowolisino i Nowogród Wielki do Wałdaju. Linia miała odciążyć pozostałe linie dochodzące od południa do Piotrogrodu i poprawić zaopatrzenie stolicy.
Budowa rozpoczęła się na wiosnę 1916, jednak braki wojenne oraz nieuznanie linii przez dowództwo wojskowe za ważną pod względem militarnym, spowodowały opóźnienie prac na rzecz bardziej priorytetowych linii. Po podpisaniu 18 lutego?/3 marca 1918 traktatu brzeskiego i wycofaniu się Rosji Sowieckiej z wojny, budowa została wstrzymana tak z powodu mniejszego ruchu na równoległych liniach, jak i z fatalnej sytuacji gospodarczej państwa. Do projektu powrócono po kilku latach. Odcinek Pawłowsk – Nowolisino – Nowogród oddano do użytku w 1926. Dalszej części linii nigdy nie wybudowano.
Linia początkowo leżała w Imperium Rosyjskim, następnie w Związku Sowieckim. Od 1991 znajduje się w granicach Rosji.